# Sur de Bolívar
El Sur de Bolívar es una región que corresponde al extremo meridional del departamento colombiano de Bolívar. Específicamente, la zona donde se encuentra la Serranía de San Lucas, los ZODES de Loba y Magdalena Medio (incluyendo los municipios de Hatillo de Loba, Montecristo y Tiquisio). Con un área de 15 157 km² y una población de 297 678 habitantes aprox.  
No hay ninguna definición oficial de límites del Sur de Bolívar. Sin embargo, la definición más usada para distinguir los límites son al sur de las subregiones de La Mojana e Isla de Mompóx.
El norte colinda con el departamento del Magdalena; al sur con el departamento de Antioquia; al este con el departamento de Cesar y con el departamento de Santander al sureste.
Su municipio más poblado es Santa Rosa del Sur. Una parte de sus municipios conforma una subregión PDET.

## Vías de comunicación
El Sur de Bolívar se considera una "isla" en medio de las grandes autopista de Colombia. Ya que estas, rodea a este gran sector del territorio nacional y ninguna pasa cerca de los municipios que lo compone. 
El transporte más usado para llegar a estos 17 municipios son el fluvial por medio del río Magdalena, el brazo de Loba y el brazo de Morales. Regidor, Cerro de Burgos, San Pablo son sus puerto más importante. 
Las dos únicas vías asfaltadas y conectadas hacia una autopista importante son las siguientes:
- Ruta Nacional 66 - Puente Barrancabermeja - Yondó - Cantagallo - San Pablo - Simití - Santa Rosa del Sur.
- Ruta Nacional 78: Botón de Leiva - Hatillo de Loba.

Se ha propuesto la construcción de la llamada «Transversal del Sur de Bolívar» que conectará a través de un puente desde el municipio de La Gloria hacia Regidor - Ríoviejo - Arenal - Norosí - Tiquisio - puente Guaranda. Conectado las autopista de la Ruta del Sol y la via El Viajano - Guaranda.
En cuanto a vías aéreas el aeropuerto más cercano es el Aeropuerto Hacaritama de Aguachica, y los aeródromos ubicados en los municipios de El Banco y Santa Rosa del Sur.

## Geografía

### Relieve
El principal sistema montañoso es la Serranía de San Lucas. Cadena montañosa con alturas que oscilan hasta los 2700 m s. n. m.

### Hidrografía
- Directos al río Magdalena: En la vertiente oriental de la Serranía de San Lucas las principales corrientes son los ríos Tamar y Cimitarra al sur del Municipio de San Pablo con las quebradas Don Juan, Santo Domingo, La Concepción y Sepultura como afluentes. El río Boque que nace en el alto del Tamar y tiene como afluentes las quebradas de Tiguicito, las Marías y San Blas. Al norte de Simití se encuentran las quebradas Tigrecita, La Fría, Honda y Norosí, las cuales desembocan en los brazos de Morales y Papayal.
- Directos al río Cauca: se ubica en la porción suroccidental del departamento y a través de ella drenan las aguas de la vertiente occidental de la Serranía de San Lucas. Entre las principales corrientes se encuentran el río Tigüí al sur, cuyas aguas son colectadas inicialmente por el río Nechí en el departamento de Antioquia y entregadas al Cauca. Al noroccidente se encuentra el río Caribona, el cual tiene como afluentes principales las quebradas Las Claras, Grande, Mantequera y Ariza, entre otras. Esta cuenca termina con la confluencia del río Cauca con el brazo de Loba afluente principal del río Magdalena.

Los brazos más importantes son el brazo de Loba, brazo Morales, brazo Papayal, brazo Rosario, el brazo Simití. Además, de los brazos Quitasol y Mompós.

## División político-administrativa
Los municipios que compone el Sur de Bolívar son los siguientes: Altos del Rosario, Arenal, Barranco de Loba, Cantagallo, El Peñón, Hatillo de Loba, Montecristo, Morales, Norosí, Regidor, Río Viejo, San Martín de Loba, San Pablo, Santa Rosa del Sur, Simití y Tiquisio.
| Bandera | Nombre             | Subregión          | Altitud (m s. n. m.) | Temperatura Promedio (°C) | Área (km²) | Habitantes | Año de fundación | Habitantes cabecera municipal | Cabecera           |
| ------- | ------------------ | ------------------ | -------------------- | ------------------------- | ---------- | ---------- | ---------------- | ----------------------------- | ------------------ |
|         | Altos del Rosario  | Loba               | 17                   | 31                        | 248        | 13 946     | 1973             | 8 367                         | Altos del Rosario  |
|         | Arenal             | Magdalena Medio    | 41                   | 30                        | 534        | 19 302     | 1850             | 5 314                         | Arenal             |
|         | Barranco de Loba   | Loba               | 23                   | 35                        | 416        | 18 095     | 1800             | 6 304                         | Barranco de Loba   |
|         | Cantagallo         | Magdalena Medio    | 59                   | 35                        | 669        | 9 393      | 1938             | 4 485                         | Cantagallo         |
|         | El Peñón           | Loba               | 29                   | 32                        | 252        | 9 694      | 1737             | 4 008                         | El Peñón           |
|         | Hatillo de Loba    | Isla de Mompóx     | 18                   | 32                        | 150        | 12 043     | 1745             | 3 513                         | Hatillo de Loba    |
|         | Montecristo        | Mojana bolivarense | 78                   | 30                        | 2.089      | 21 742     | 1958             | 11 408                        | Montecristo        |
|         | Morales            | Magdalena Medio    | 19                   | 34                        | 1.765      | 21 501     | 1610             | 5 944                         | Morales            |
|         | Norosí             | Loba               | 60                   | 31                        | 412        | 5 177      | 1668             | 2 116                         | Norosí             |
|         | Regidor            | Loba               | 29                   | 34                        | 396        | 10 682     | 1602             | 4 559                         | Regidor            |
|         | Río Viejo          | Loba               | 34                   | 33                        | 1.414      | 18 371     | 1785             | 9 702                         | Río Viejo          |
|         | San Martín de Loba | Loba               | 19                   | 33                        | 442        | 17 689     | 1637             | 7 577                         | San Martín de Loba |
|         | San Pablo          | Magdalena Medio    | 75                   | 29                        | 1.967      | 34 033     | 1543             | 30 233                        | San Pablo          |
|         | Santa Rosa del Sur | Magdalena Medio    | 620                  | 26                        | 2.200      | 42 960     | 1540             | 23 543                        | Santa Rosa del Sur |
|         | Simití             | Magdalena Medio    | 45                   | 32                        | 1.445      | 20 576     | 1537             | 10 216                        | Simití             |
|         | Tiquisio           | Mojana bolivarense | 24                   | 32                        | 758        | 22 474     | 1994             | 6 234                         | Puerto Rico        |

## Propuesta de departamentalización
Desde hace décadas se ha debatido la idea de crear un nuevo departamento en esta zona del Caribe colombiano, con otros municipios circunvecinos. Ha habido variaciones de cuál sería su capital más idónea, en la que se ha propuesto oficialmente entre Ocaña, El Banco, Barrancabermeja y con más fuerza en los últimos años a la ciudad de Aguachica. 
- Proyecto SurCaribe: conformado por los municipios de Altos del Rosario, Arenal, Barranco de Loba, Cantagallo, El Peñón, Hatillo de Loba, Montecristo, Morales, Norosí, Regidor, Río Viejo, San Martín de Loba, San Pablo, Santa Rosa del Sur, Simití y Tiquisio en Bolívar; Aguachica, Gamarra, González, La Gloria, Pailitas, Pelaya, Río de Oro, San Alberto, San Martín y Tamalameque en el Cesar; El Banco en Magdalena; El Carmen y La Esperanza en Norte de Santander. Su capital sería Aguachica.[5]